# Furkajoch
Furkajoch je vysokohorský průsmyk v Rakouských Alpách v spolkové zemi Vorarlbersko v Rakousku v nadmořské výšce 1761 m. Spojuje doliny Bregenzer Ache v blízkosti obce Damüls s údolím řeky Frutz v blízkosti obce Laterns. Cesta přes průsmyk je populární mezi motocyklisty, přičemž v zimě je uzavřena.